# Polnische Verteidigung
|   | a | b | c | d | e | f | g | h |   |
| 8 |   |   |   |   |   |   |   |   | 8 |
| 7 |   |   |   |   |   |   |   |   | 7 |
| 6 |   |   |   |   |   |   |   |   | 6 |
| 5 |   |   |   |   |   |   |   |   | 5 |
| 4 |   |   |   |   |   |   |   |   | 4 |
| 3 |   |   |   |   |   |   |   |   | 3 |
| 2 |   |   |   |   |   |   |   |   | 2 |
| 1 |   |   |   |   |   |   |   |   | 1 |
|   | a | b | c | d | e | f | g | h |   |

Die Polnische Verteidigung nach 1. d4 b5
Die Polnische Verteidigung ist eine Eröffnung im Schach. Sie ist unter dem ECO-Code A40 eingeordnet und zählt zu den Geschlossenen Spielen.
Ihren Namen erhielt sie vom polnischen Schachtheoretiker Aleksander Wagner, der sie erstmals im Jahr 1913 in der Turnierpraxis anwandte. Sie entsteht nach den Zügen 1. d2–d4 b7–b5.
Ideen dieser Eröffnung sind:
- Die Entwicklung des Damenläufers auf das Feld b7, von wo aus er über die Diagonale a8–h1 Druck auf den weißen Königsflügel ausübt sowie vor allem das wichtige Feld e4 kontrolliert.
- Dank des Bauern auf b5 kann Schwarz um Raumvorteil am Damenflügel kämpfen.
- Die schwarze Eröffnungsstrategie erfordert keine Kenntnis forcierter langer Varianten, so dass exaktere Eröffnungsvorbereitung des Gegners weniger Bedeutung erhält.

Nichtsdestoweniger zeigt die Praxis, dass Weiß nach dem natürlichen 2. e2–e4! Lc8–b7 bequem um Vorteil kämpfen kann mittels eines Aufbaus f2–f3, Sb1–d2, Lf1–d3 oder Lxb5. 
In der 22. Partie der Weltmeisterschaft 1966 in Moskau spielte Boris Spasski gegen Titelverteidiger Tigran Petrosjan die Polnische Verteidigung und erreichte nach ca. 20 Zügen Ausgleich, beging dann allerdings einen schwerwiegenden Fehler und verlor nach 35 Zügen.